# 몽구스 (웹 서버)
몽구스(Mongoose)는 크로스 플랫폼 임베디드 웹 서버이자 네트워킹 라이브러리이다.
이 소프트웨어는 인터넷이 연결된 모든 장치가 웹 서버 기능을 할 수 있게 만들어준다.
몽구스는 임베디드 디바이스 내에 사용할 수 있는 몽구스 임베디드 라이브러리 상에서 빌드된다. 몽구스가 공식적으로 지원하는 운영 체제는 마이크로소프트 윈도우, macOS, 리눅스, QNX, ECos, FreeRTOS, 안드로이드, iOS가 있다.